# الژبیتکوو
الژبیتکوو (به لهستانی:  Elżbietków) یک روستا در لهستان است که در گمینا پوگوژلا واقع شده‌است.